# The Imagined Village
The Imagined Village est un collectif d'artistes de musique traditionnelle fondé en 2004 par Simon Emmerson (en) et Afro Celt Sound System.

## Description
Le but du groupe est de produire une musique folklorique moderne représentative du multiculturalisme britannique. Collectif d’artistes de toutes nationalités, le premier album sort en 2007 chez Real World et s'intitule The Imagined Village E.P.. Le titre Cold, Hailey, Rainy Night obtient en 2008 le prix de la meilleure chanson traditionnelle aux BBC Radio 2 Folk Awards.
Après avoir signé avec un nouveau label en 2009, ECC Record, le collectif sort son deuxième album, Empire & Love, en 2010. Il est suivi en 2012 par l'album Bending The Dark.

## Discographie

### The Imagined Village
| No  | Titre                            | Main Artists                                                                       | Durée |
| --- | -------------------------------- | ---------------------------------------------------------------------------------- | ----- |
| 1.  | 'Ouses 'Ouses 'Ouses             | John Copper and Sheila Chandra                                                     | 6:20  |
| 2.  | John Barleycorn                  | Martin Carthy, Eliza Carthy and Paul Weller                                        | 5:42  |
| 3.  | Tam Lin Retold                   | Benjamin Zephaniah and Eliza Carthy                                                | 9:22  |
| 4.  | Death and the Maiden Retold      | Tunng                                                                              | 3:48  |
| 5.  | Cold, Hailey, Rainy Night        | Eliza Carthy, Chris Wood (en), Transglobal Underground and The Young Copper Family | 6:10  |
| 6.  | Welcome Sailor                   | Sheila Chandra and Chris Wood                                                      | 5:44  |
| 7.  | Acres of Ground                  | Eliza Carthy                                                                       | 4:47  |
| 8.  | Pilsdon Pen                      | The Village Band                                                                   | 5:17  |
| 9.  | Hard Times of Old England Retold | Billy Bragg, Simon Emmerson, The Young Copper Family and Eliza Carthy              | 5:38  |
| 10. | Kit Whites 1 & 2                 | The Gloworms                                                                       | 4:44  |
| 11. | Sloe on the Uptake               | Tiger Moth                                                                         | 3:33  |

### The Imagined Village E.P.
| No | Titre                                               | Main Artists                             | Durée |
| -- | --------------------------------------------------- | ---------------------------------------- | ----- |
| 1. | England Half English meets John Barleycorn          | Billy Bragg, Martin Carthy, Eliza Carthy |       |
| 2. | Acres of Ground (Beats Mix)                         | Eliza Carthy                             |       |
| 3. | Welcome Sailor                                      | Sheila Chandra, Chris Wood               |       |
| 4. | Cold Hailey, Rainy Night (It's Turned Out Nice Mix) | Transglobal Underground                  |       |

### Empire & Love
| No  | Titre                                     | Durée |
| --- | ----------------------------------------- | ----- |
| 1.  | My Son John                               | 6:09  |
| 2.  | Sweet Jane                                | 7:47  |
| 3.  | Space Girl                                | 3:55  |
| 4.  | Byker Hill                                | 6:02  |
| 5.  | Scarborough Fair                          | 6:50  |
| 6.  | Mermaid                                   | 6:05  |
| 7.  | The Handweaver and the Factory Maid       | 5:08  |
| 8.  | Lark in the Morning                       | 4:09  |
| 9.  | Rosebuds in June / Mrs Preston's Hornpipe | 6:45  |
| 10. | Cum On Feel the Noize                     | 4:12  |
| 11. | Scarborough Fair (String reprise)         | 6:50  |

### Bending The Dark
| No  | Titre                    | Durée |
| --- | ------------------------ | ----- |
| 1.  | The Captain's Apprentice | 1:25  |
| 2.  | New York Trader          | 6:22  |
| 3.  | Winter Singing           | 4:44  |
| 4.  | The Guvna                | 6:09  |
| 5.  | Sick Old Man             | 6:29  |
| 6.  | Next                     | 4:43  |
| 7.  | Fisherman                | 4:05  |
| 8.  | Get Kalsi                | 5:41  |
| 9.  | Washing Song             | 3:29  |
| 10. | Bending the Dark         | 12:21 |

## Membres
- Billy Bragg
- Martin Carthy
- Eliza Carthy
- Sheila Chandra
- Chris Wood
- Young Coppers
- Simon Emmerson
- Johnny Kalsi
- Francis Hylton
- Andy Gangadeen
- Sheema Mukherjee
- Barney Morse Brown
- Ali Friend
- Andy Gangadeen
- Simon Richmond
- Jackie Oates
- Tunng
- Paul Weller
- Benjamin Zephaniah
- Transglobal Underground
- Kick Horns